# British Racing Drivers' Club
British Racing Drivers' Club (BRDC) är en klubb för invalda medlemmar som företräder racerförares intressen i Storbritannien. BRDC grundades  1928 av  Dudley Benjafield, framstående medlem av Bentley Boys.
BRDC var från början en sällskapsklubb för de tjugofem grundande medlemmarna, men de satte upp följande mål för klubben:
- Främja motorsportens intressen i allmänhet.
- Fira framgångar inom motorsport.
- Erbjuda gästfrihet till utländska racerförare.
- Företräda brittiska racerförares intressen vid tävlingar utomlands.

BRDC äger och driver även racerbanan Silverstone Circuit.

## BRDC:s ordförande
- 1928–1929 Dudley Benjafield
- 1929–1964 Earl Howe
- 1964–1991 Gerald Lascelles
- 1991–1992 Jack Sears
- 1992–1993 Innes Ireland
- 1993–2000 Alexander Fermor-Hesketh
- 2000 Ken Tyrrell
- 2000–2006 Jackie Stewart
- 2006–2011 Damon Hill
- 2011–2017 Derek Warwick
- 2017–2019 Paddy Hopkirk
- 2019 – David Coulthard